# Mikroplast
Mikroplast er plastpartikler, som er mindre end ca. 5 mm i diameter. Mikroplast udgør en stor del af plastforureningen og er en hidtil upåagtet miljøforurening. Den kommer fra forskellige kilder, som man ikke tænker over i dagligdagen, fordi den er usynlig: bildæk, kosmetik, tøj og mange industrielle processer.
Størstedelen af miljøforureningen med mikroplast stammer fra nedbrydning af større plastaffald, og da plast er bestandigt i naturen, antages det, at mikroplast-partiklerne kan optages i de levende organismers organer og celler igennem lungerne og fordøjelseskanalen. Mikroplast er fundet overalt og i organismer på alle niveauer i den marine fødekæde.
Mennesker indtager et stort antal microplastpartikler uden at vide det, hvoraf noget ender op i organerne. Ingen ved endnu hvilke følger dette vil få for dyr eller mennesker - også set i lyset af de giftige og hormonforstyrrende kemiske bestanddele som de fleste plasttyper består af. Desuden akkumulerer plastpartikler langsomt-nedbrydelige organiske forbindelser fra miljøet som polyklorerede biphenyler og andre skadelige stoffer
Nano- og mikroplast er nu blevet påvist i den menneskelige krop, herunder blod, placenta, mave-tarmkanalen, sæd, og andre organer samt modermælk og endda en babys første afføring. Den udbredte forekomst i den menneskelige krop tolkes som sammenhæng med alvorlige helbredskomplikationer såsom fedme, diabetes, kognitiv svækkelse samt neurodegenerative sygdomme. Det viser sig, at hjernen fra mennesker med demens har langt mere mikroplast end hjernen fra mennesker uden demens. Molekylære reaktioner mellem nanoplast og nervecellernes proteiner, alpha-synuclein og beta-amyloid, sættes nu i forbindelse med Parkinsons sygdom, Alzheimers sygdom og andre demenssygdomme.

## Forureningen med mikroplast i fødevarer
Polypropylen er det mest anvendte plastmateriale i forbindelse med fødevarer og afgiver mikroplastpartikler især ved opvarmning og sterilisering, i millionvis af partikler pr. liter.
Tidlige studier fandt mikroplast i dansk drikkevand. Dette er dog efterfølgende blevet afkræftet af studier, som har anvendt mere pålidelige metoder for prøvetagning og analyse.

## Forureningen med mikroplast i Danmark
Forureningen med mikroplast i Danmark er bedømt at være mellem 6.100 og 15.400 ton årligt som hovedsageligt stammer fra nedbrydningen af bildæk og fodtøj. Af disse stammer 4-6.000 ton fra bildæk; for hver tusind km udleder biler 33 gram, mens lastbiler udleder 178 gram. Et EU-krav for fodboldbaner med kunstgræs indføres i 2031.

## Global forurening med mikroplast
Overalt findes mikroplast i stort antal lige fra arktiske isflager og arktisk sne, over sne i Bayern med 154.000 partikler pr. liter til flaskevand fra USA og andre lande med op til 10.000 partikler og i gennemsnitligt 325 partikler pr. flaske.
Den totale globale forurening med mikropartikler fra tøjvask skønnes at udgøre mellem 4,3 og 7 millioner ton, med en årlig forurening på 176 500 ton.

## Forhindring af forureningen
For at forhindre forureningen med mikroplast gælder det om at
- lukke kilderne til plastforurening og
- forhindre nedbrydningen af plast, der allerede er i naturen, dvs. oprensning.[20][21]